# Wał morenowy
Wał morenowy – podłużne wzniesienie moreny czołowej, moreny bocznej lub moreny środkowej.
Tworzy się przez wytapianie materiału niesionego przez lód lodowcowy. 
Wały morenowe mogą łączyć się w ciągi.
W Polsce najlepiej zachowane wały możemy spotkać na terenie pojezierzy, jak również w dolinach Tatr i Karkonoszy.